# Chiuiești
Chiuiești [ˈciuieʃtʲ] (ungarisch Pecsétszeg) ist eine Gemeinde im Kreis Cluj, in der Region Siebenbürgen in Rumänien.
Der Ort ist auch unter den rumänischen Bezeichnungen Chiuești, Chiulești und Tiuiești, und der ungarischen Pechetzege bekannt.

## Geographische Lage

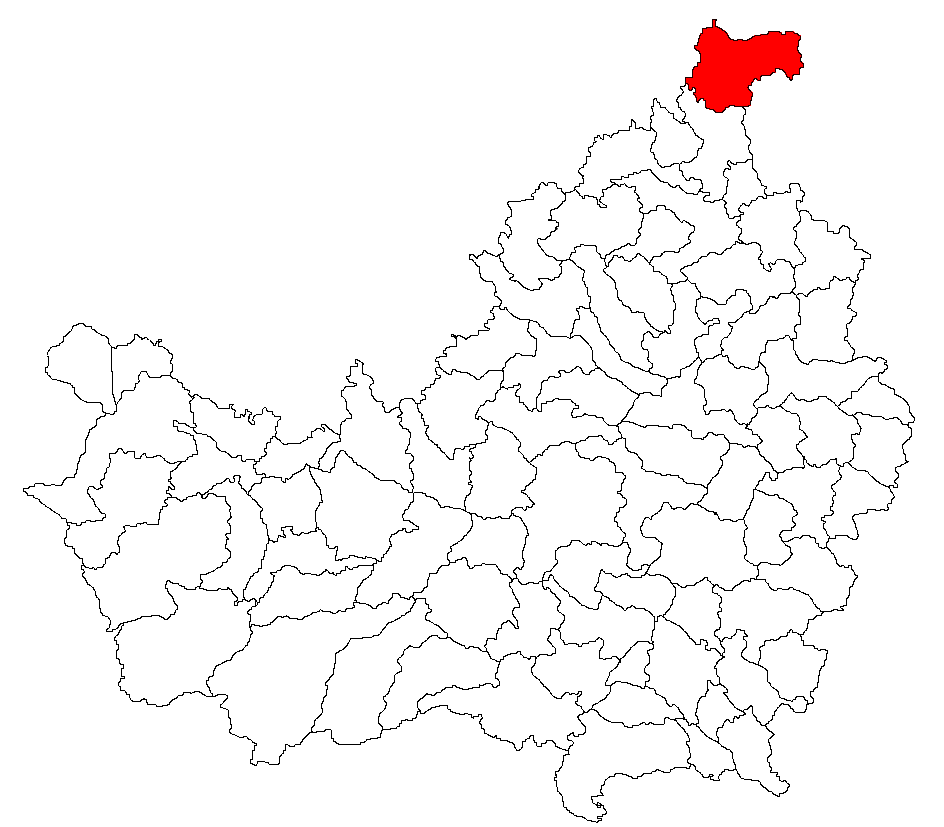
Lage der Gemeinde Chiuiești im Kreis Cluj

Die Gemeinde Chiuiești liegt nordwestlich des Siebenbürgischen Beckens in den Dealurile Ciceului und ist die nördlichste Gemeinde im Kreis Cluj. Am Bach Sălătruc – ein rechter Zufluss des Someș (Somesch) – und dem Drum național 18B befindet sich das Gemeindezentrum 19 Kilometer nördlich von der Stadt Dej (Deesch) und etwa 75 Kilometer nördlich von der Kreishauptstadt Cluj-Napoca (Klausenburg) entfernt.

## Geschichte
Chiuiești wurde erstmals 1467 urkundlich erwähnt. Im Mittelalter waren im Ort rumänische Kleinadlige angesiedelt und er gehörte wie auch der Weiler Valea lui Opriș zu Ocna Dejului (Salzdorf).
Im Königreich Ungarn gehörte die heutige Gemeinde dem Stuhlbezirk Dés in der Gespanschaft Szolnok-Doboka, anschließend dem historischen Kreis Someș und ab 1950 dem heutigen Kreis Cluj an.

## Bevölkerung
Die Bevölkerung der Gemeinde entwickelte sich wie folgt:
| 1850 | 2.982 | 2.786 | 22 | – | 174          |
| 1920 | 3.866 | 3.711 | 11 | 4 | 140          |
| 1956 | 4.040 | 3.989 | 4  | – | 47           |
| 2002 | 2.769 | 2.767 | –  | – | 32           |
| 2011 | 2.332 | 2.265 | 3  | – | 64 (Roma 25) |
| 2021 | 2.082 | 1.968 | 2  | – | 112 (Roma 4) |

Seit 1850 wurde auf dem Gebiet der heutigen Gemeinde die höchste Einwohnerzahl und gleichzeitig die der Rumänen 1956 ermittelt. Die höchste Bevölkerungszahl der Magyaren (39) 1941, die der Roma (52) 1850 und die der Rumäniendeutschen wurde 1920 registriert.

## Sehenswürdigkeiten
- Die Holzkirche Sfânta Cruce des Klosters Strâmbu, Ende des 18. Jahrhunderts errichtet, steht unter Denkmalschutz.[6]
- Im eingemeindeten Dorf Strâmbu (ung. Horgospataka) die Kirche Sf. Arhangheli[7] im 17. Jahrhundert und die Holzkirche Sf. Apostoli Petru și Pavel[8] im 18. Jahrhundert errichtet, stehen unter Denkmalschutz.[6]
- Im eingemeindeten Dorf Valea Cășeielului das Nonnenklosters Cășiel und dessen Holzkirche Inălțarea Sf. Cruci.[9]

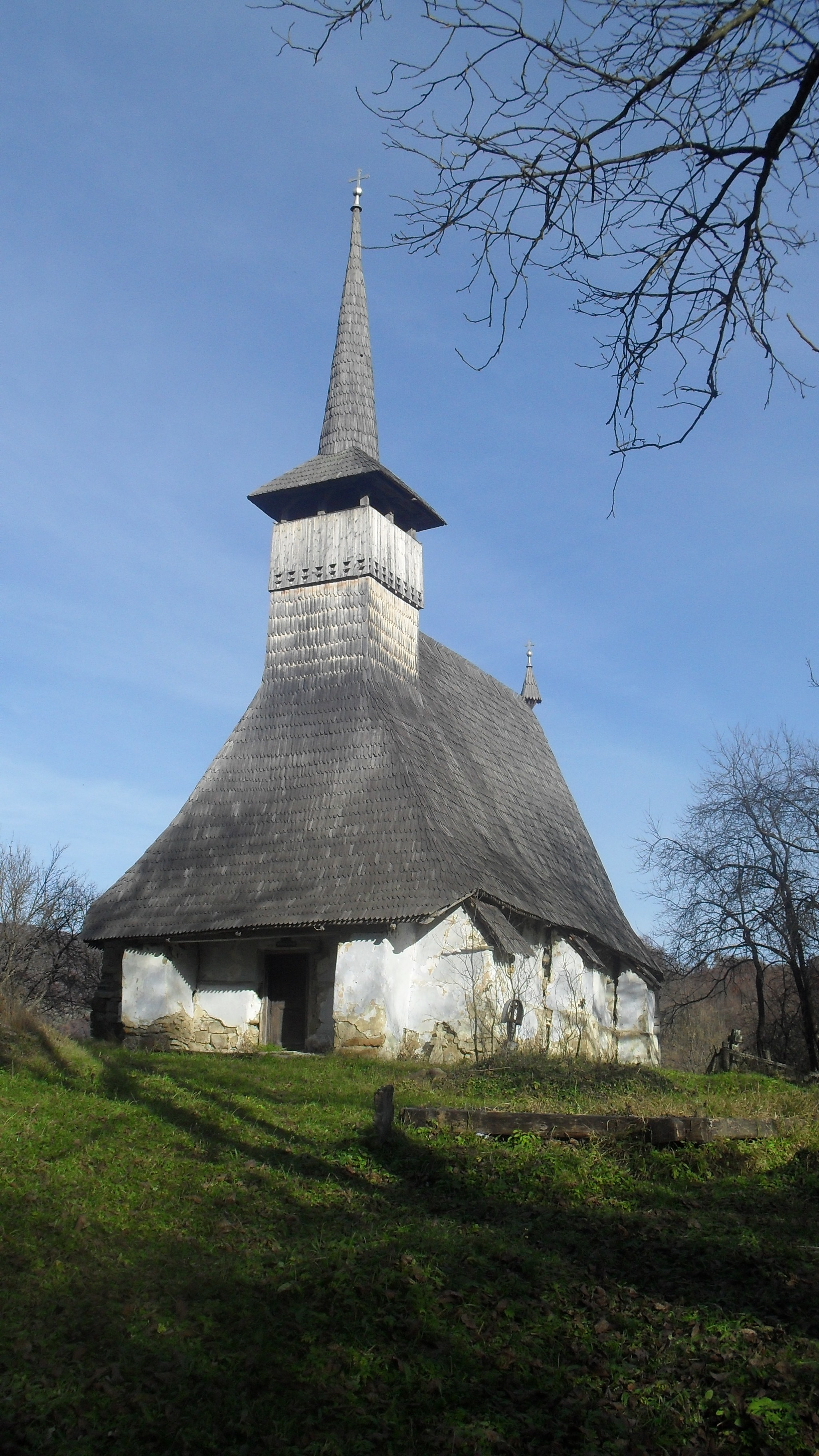
Kirche in Strâmbu
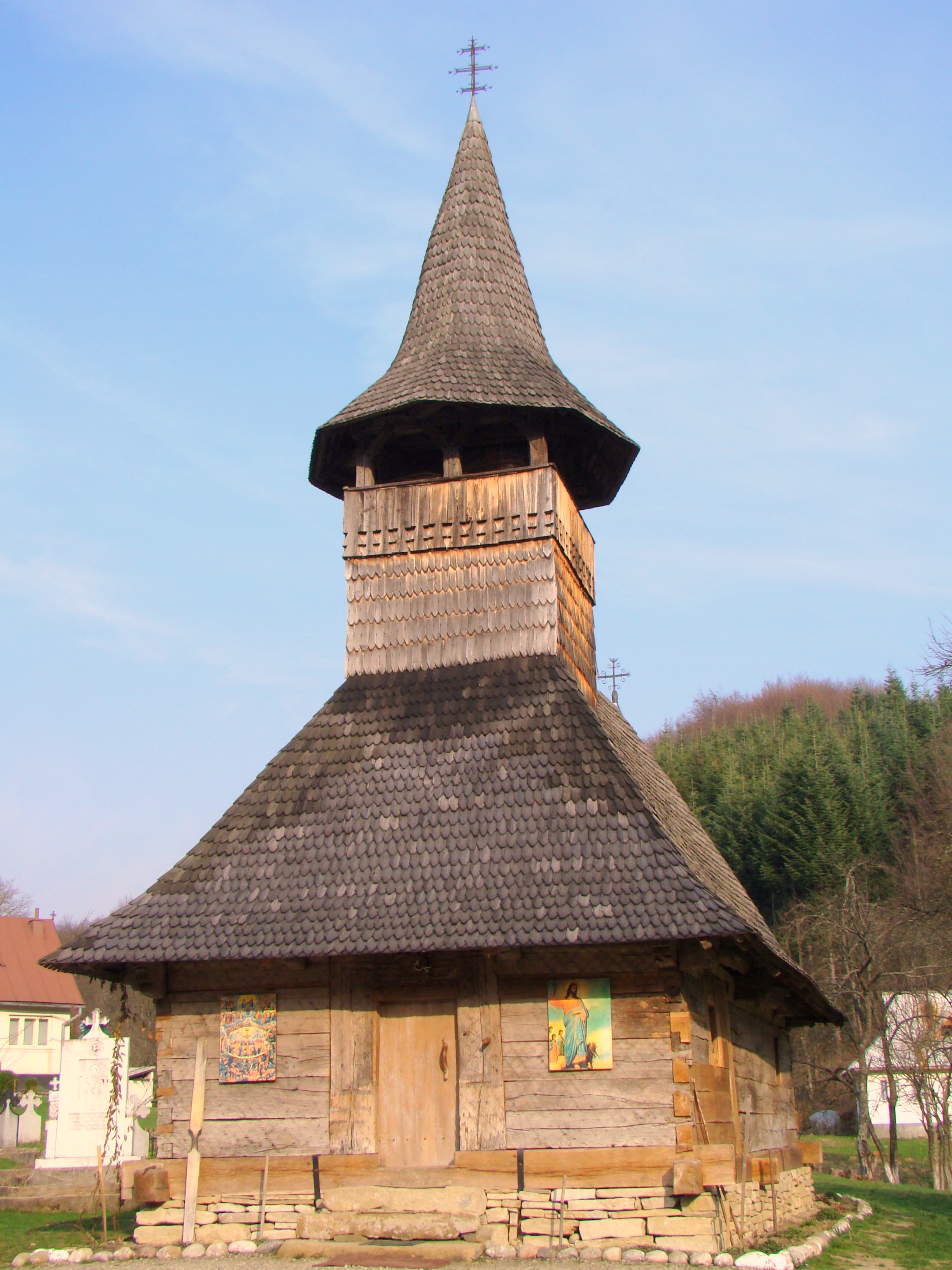
Holzkirche in Valea Cășeielului

## Persönlichkeiten
- Grigore Pintea (1670–1703),[10] in Măgoaja (ungarisch Hollómező) geboren, rumänischer Volksheld.[4][11]
- Ioan Giurgiu Patachi (1682–1727), in Strâmbu (ungarisch Horgospataka) geboren, war rumänisch-griechisch-katholischer Bischof des Bistums Fogarasch.[4]